# Fundación Francisco Giner de los Ríos
La Fundación Francisco Giner de los Ríos es una institución pedagógica española constituida el 14 de junio de 1916, que conserva, difunde y continúa el legado histórico de la Institución Libre de Enseñanza (ILE).
Tiene su sede en el número 14 del paseo del General Martínez Campos de Madrid, en el espacio de un edificio totalmente rehabilitado en 2014. Está gobernada por un Patronato que tras el periodo de silencio impuesto por el franquismo y gracias al empeño de Manuel Pedregal Fernández, recuperó parte de los bienes incautados y dispersos y su personalidad jurídica, a partir de 1978. Originalmente creada para perpetuar la tarea educadora de Francisco Giner, entre sus objetivos materiales puede mencionarse la recopilación de las Obras completas de Giner, en ediciones que se publicaron entre 1916 y 1936.

## Historia

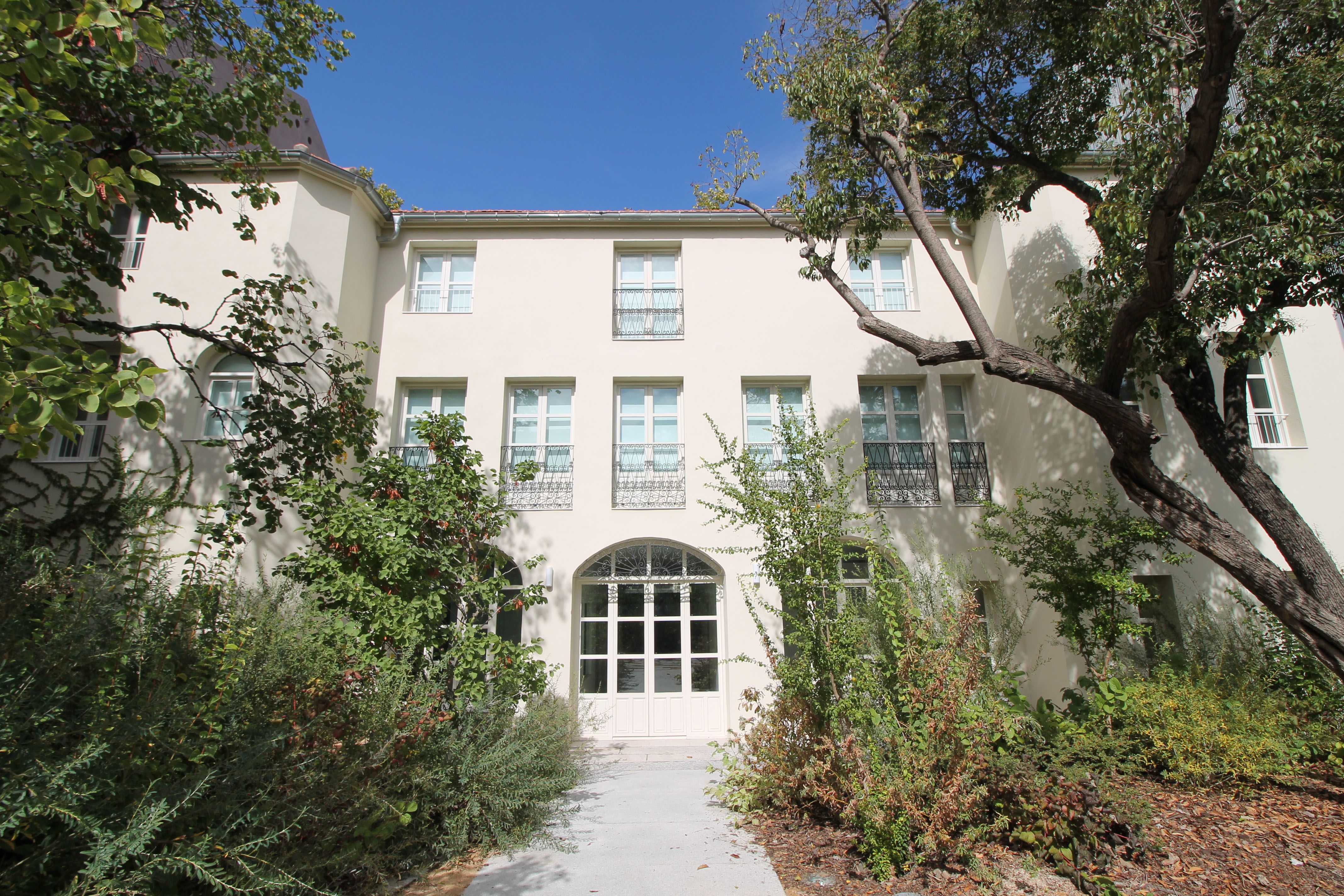
Fachada sur de la Casa de Giner y Cossío.

Creada en 1915, al morir Giner de los Ríos, inspirador y líder reconocido del institucionismo, la fundación evolucionaría de forma progresiva de la mano de su alumno más destacado, Manuel Bartolomé Cossío, sucedido al morir por Santullano.
La Fundación se instaló en el conjunto de edificios que la Institución había ido construyendo desde 1884 en una quinta ajardinada en las entonces afueras de Madrid. Al producirse la sublevación militar que provocó la Guerra Civil Española, la Institución fue proscrita y todos sus bienes confiscados y parcialmente destruidos. La fundación quedó en suspenso, aunque parte del proyecto continuó en la labor de muy diversos institucionistas exiliados fuera del país, o en el compás de espera de un “exilio interior”.
Tras la Guerra Civil Española el edificio, saqueado, había quedado muy dañado (queda noticia de que incluso fue objeto de la destrucción de la mayor parte de sus árboles por un grupo de falangistas, como gesto simbólico). En 1940 se decidió su incautación y adscripción al Ministerio de Educación Nacional, realizándose obras para que pudiera iniciar sus actividades (1942-45) como "Grupo Escolar Joaquín Sorolla" (la Casa-museo Sorolla está muy cerca, en la misma calle). A partir de 1955 los primitivos locales de la ILE se utilizaron como sede del Servicio de Alimentación Escolar.  

### Recuperación

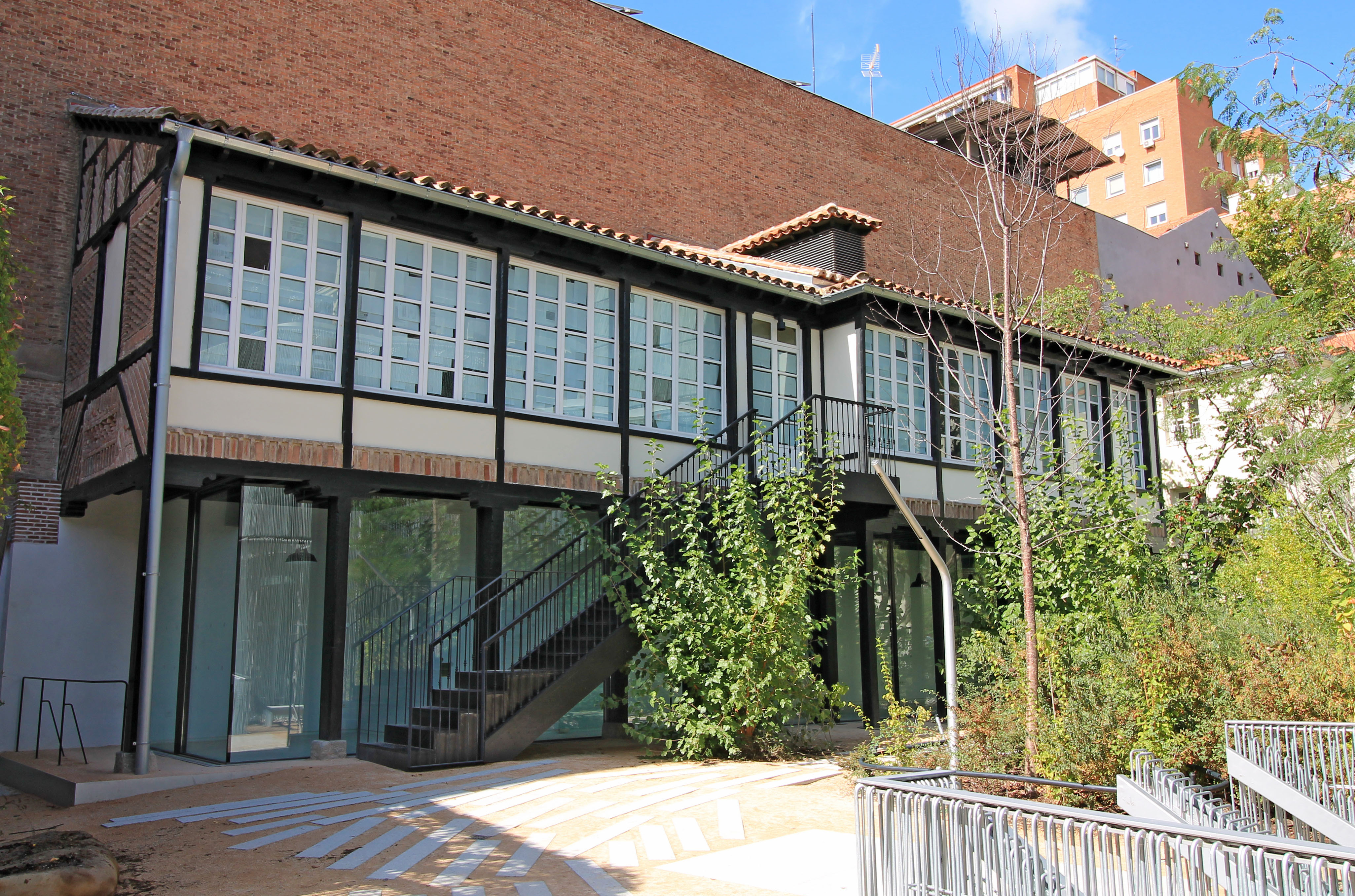
Pabellón Macpherson (J. Kramer, 1909) rehabilitado.

Tras la muerte de Francisco Franco, Manolo Pedregal, hijo de José Manuel Pedregal (Pedregal y Sánchez-Calvo fue Ministro de Hacienda en 1922, miembro de la Academia de Ciencias Morales y Políticas y presidente de la Institución Libre de Enseñanza) y nieto de Manuel Pedregal y Cañedo (ministro de Hacienda durante la Primera República), promovió la recuperación legal de la Fundación Giner de los Ríos, proceso que se efectuaría a partir del 20 de junio de 1977, recuperando el talante que habían perdido durante la dictadura del general Franco, y reuniendo a «sus legítimos continuadores, a fin de que integraran los respectivos patronatos». Queda noticia no obstante de que habiendo sido devueltas ya parte de las propiedades a la reconstituida Institución Libre de Enseñanza, se abrió por unos años en el edificio principal el "Colegio Nacional Eduardo Marquina" (1980-1985); también en 1987, en medio de polémicas obras se procedió a algunas demoliciones. En 1990 fue propuesto por unanimidad como presidente Julián de Zulueta y Cebrián.

### Rehabilitación

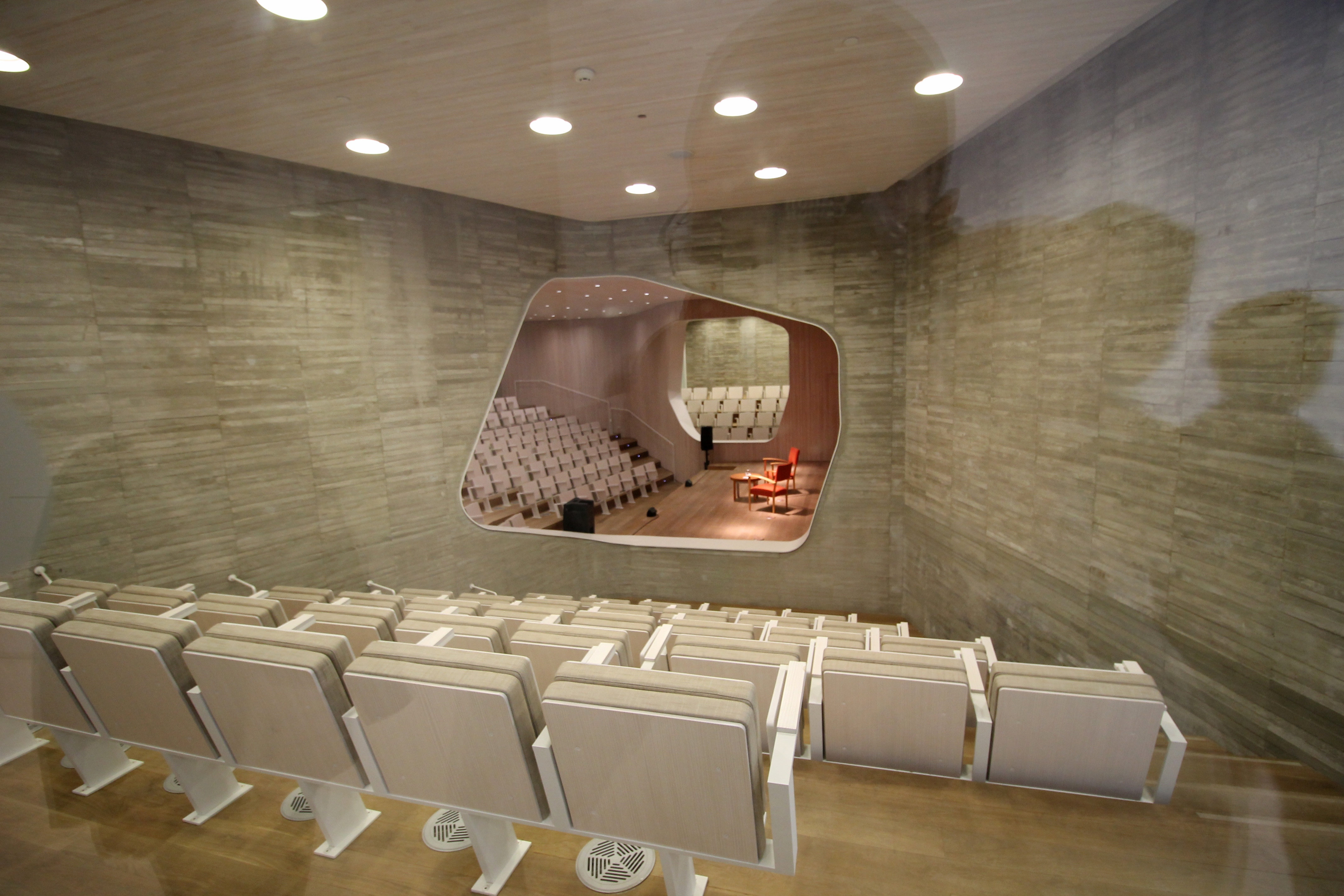
Auditorio de la fundación.

En 2003 se inició la rehabilitación y ampliación de la sede histórica de la Institución y su fundación, cuidando de forma especial salvar el recinto original y sus espacios con mayor personalidad. Tras concurso público, se eligió el proyecto de Cristina Díaz Moreno y Efrén García Grinda. Además de los viejos edificios recuperados, se construyó un nuevo edificio con tres alturas, que alberga sala de exposiciones en su planta baja y un original auditorio en uno de los sótanos. Los materiales elegidos, duraderos y fáciles de mantener, incluyen el hormigón armado para los muros y la madera de roble en los suelos. También se ha elegido la madera de pino de Valsaín, en recuerdo de la primera excursión de la Institución Libre de Enseñanza.
Se han recuperado la que fuera casa de Giner y luego de Manuel Bartolomé Cossío, con fachadas al paseo y al jardín, y el original Pabellón Macpherson con sus galerías y vigas de madera, proyectadas por Joaquín Kramer en 1908.
El conjunto de la obra de rehabilitación de la «Sede de la Fundación Francisco Giner de los Ríos» recibió en 2015 el Primer Premio COAM.
Así mismo, la Fundación ha cerrado distintos convenios de cooperación con instituciones como la Fundación José Ortega y Gasset, la Fundación Estudio, la Residencia de Estudiantes y diversas universidades. Así, por ejemplo, en 2006, y dentro de los actos conmemorativos del 75 aniversario de la creación en 1931 del Patronato de las Misiones Pedagógicas, colaboró en la presentación de la exposición Las Misiones Pedagógicas (1931-1936), proyecto organizado en colaboración con la Sociedad Estatal de Conmemoraciones Culturales (SECC), adscrita al Ministerio de Cultura, con producción ejecutiva de la Residencia de Estudiantes, y participación del Ayuntamiento de Madrid.